# Circuito di Hanoi
L'Hanoi Street Circuit (in vietnamita: Tru'òng dua phô Hà Nôi) è un circuito cittadino semipermanente situato ad Hanoi, in Vietnam. 
Progettato dall'architetto Hermann Tilke, è stato costruito per ospitare il Gran Premio del Vietnam, appuntamento inizialmente previsto per il campionato mondiale di Formula 1 2020 e successivamente cancellato a causa della pandemia di COVID-19.

## Descrizione
Il circuito è lungo 5 613 m. 
Il giro inizia con la stretta prima curva a sinistra porta verso una lunga e ancor più stretta curva verso destra che si allarga lievemente, poi l'angolo della curva diminuisce nuovamente in curva 3 (sempre verso destra) e, dopo la veloce S formata da 4 e 5 si arriva su un lungo rettilineo su cui è disponibile il DRS.  
Dopo il rettilineo si giunge a curva 6, che è a 90 gradi e verso destra. Questa curva, creata con lo scopo di permettere sorpassi nella zona di frenata, porta poi in una curva a sinistra, anch'essa con angolo di 90 gradi circa, che si evolve in una lunga curva sempre verso sinistra che poi termina in una veloce sinistra che porta sul rettilineo più lungo del tracciato (sequenza di curve molto simile a quella da curva 1 a curva 5). Dopo il lungo rettilineo (sul quale è presente la seconda zona DRS) si raggiunge lo stretto tornante verso sinistra di curva 11. 
La zona di frenata di curva 11 sarebbe dovuta essere uno dei principali punti di sorpasso dell'intero tracciato. Dopo il tornante si incontra la veloce curva 12, e dopo un breve rettilineo si raggiunge curva 13, verso destra e a 90 gradi, che porta nella sezione finale del circuito, composta dalla serie di curve veloci che va dalla 14 alla 21 e che terminano in un tornante a curva 22, dopodiché si raggiunge curva 23, una curva anch'essa a 90 gradi e verso sinistra, infine si raggiunge il rettilineo di partenza, su cui è installata la terza e ultima zona di attivazione del DRS. 
Il design presenta tutti i tipici elementi di un circuito progettato da Hermann Tilke: il complesso che va da curva 1 a 5 e il complesso che va da 6 a 9 sono simile a quelli presenti nel circuito di Sepang (curva 1 e 2) e nel circuito di Shanghai (curve da 1 a 4); la serie di veloci S che va da 14 a 21 è simile a quello del circuito delle Americhe (curve da 2 a 9). I lunghi rettilinei sono anch'essi presenti in tutti i design di Tilke, e le numerose curve a 90 gradi sparse sul tracciato sono presenti in vari dei suoi circuiti, come nel circuito di Yas Marina (nell'ultimo settore in particolare) e nell'autodromo di Soči, in Russia.
Mai utilizzato, il circuito è stato abbandonato, e una parte è stata aperta al traffico cittadino. Nel 2023 la Honda ha utilizzato una parte della pista per un evento dimostrativo.
La pista è presente nel videogioco F1 2020 pubblicato da Codemasters.